# John Howe (1er baron Chedworth)
John Howe, 1er baron Chedworth (décédé le 3 avril 1742) de Stowell Park, Gloucestershire est un pair et homme politique britannique.

## Biographie

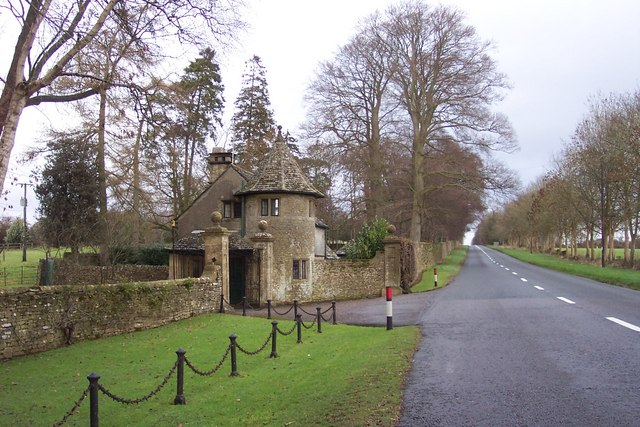
Pavillon d'entrée de Stowell Park

Il est le fils de John Grubham Howe, de Stowell, député et payeur général. En 1712, il succède à son père comme vice-amiral du Gloucestershire, mais est démis de ses fonctions en 1715.
Il est député, représentant les circonscriptions de Gloucester en 1727 puis de Wiltshire de 1729 à 1741. En 1730, il hérite des domaines de son cousin Richard Grobham Howe (3e baronnet) du Wiltshire et du Gloucestershire.
Le 12 mai 1741, il est créé baron Chedworth, mais décède l'année suivante. Il épouse, en 1712, Dorothy, la fille de Henry Frederick Thynne (frère cadet du 1er vicomte Weymouth) de Remnan's, Old Windsor et Sunbury, Middlesex et a 8 fils et 5 filles. Son fils aîné, John Howe (2e baron Chedworth) lui succède.